# Edward Sheriff Curtis
Pour les articles homonymes, voir Curtis.
Edward Sheriff Curtis, né le 16 février 1868 près de Whitewater et mort le 19 octobre 1952 à Whittier, est un photographe ethnologue américain.
Il a été l'un des principaux anthropologues sociaux des Amérindiens d'Amérique du Nord — et de l'Ouest américain — laissant trace d'écrits, d'enregistrements sonores des chants indiens et de nombreuses photos sur verre. Ainsi, de manière non exhaustive, il a entrepris l'inventaire photographique d'Amérindiens des 80 tribus existantes. Cette population indienne qui était estimée à environ sept millions d'individus avant la colonisation par les Européens, avait chuté aux alentours de 40 000 lorsqu'il lança son projet.

## Enfance et formation
Edward S. Curtis est né près de Whitewater dans le Wisconsin le 16 février 1868. Il est le deuxième d'une famille de quatre enfants. Le père d'Edward Curtis, Johnson Asahel Curtis, était un vétéran de la guerre de Sécession et un ancien aumônier de l'armée devenu fermier. Il gardera de la guerre une santé fragile.
Lorsqu'Edward a cinq ans, sa famille déménage pour s'installer dans le Comté de Le Sueur au Minnesota, et, sept ans plus tard, à Cordova où son père ouvre une épicerie. Johnson Curtis travaillait aussi comme prédicateur. Il emmenait souvent son fils dans de longs voyages à cheval et en canoë lorsqu'il parcourait sa paroisse dispersée.
Edward Curtis montre rapidement un intérêt pour la photographie, technique alors émergente, en fabriquant son propre appareil photographique. En 1885, il fut apprenti chez un photographe de Saint Paul.
Sa famille déménagera de nouveau à Seattle en 1887 où il exerça à partir de 1891, après la mort de son père, la profession de photographe en studio.
Un de ses frères, Asahel Curtis, est également photographe.

## Expédition Harriman

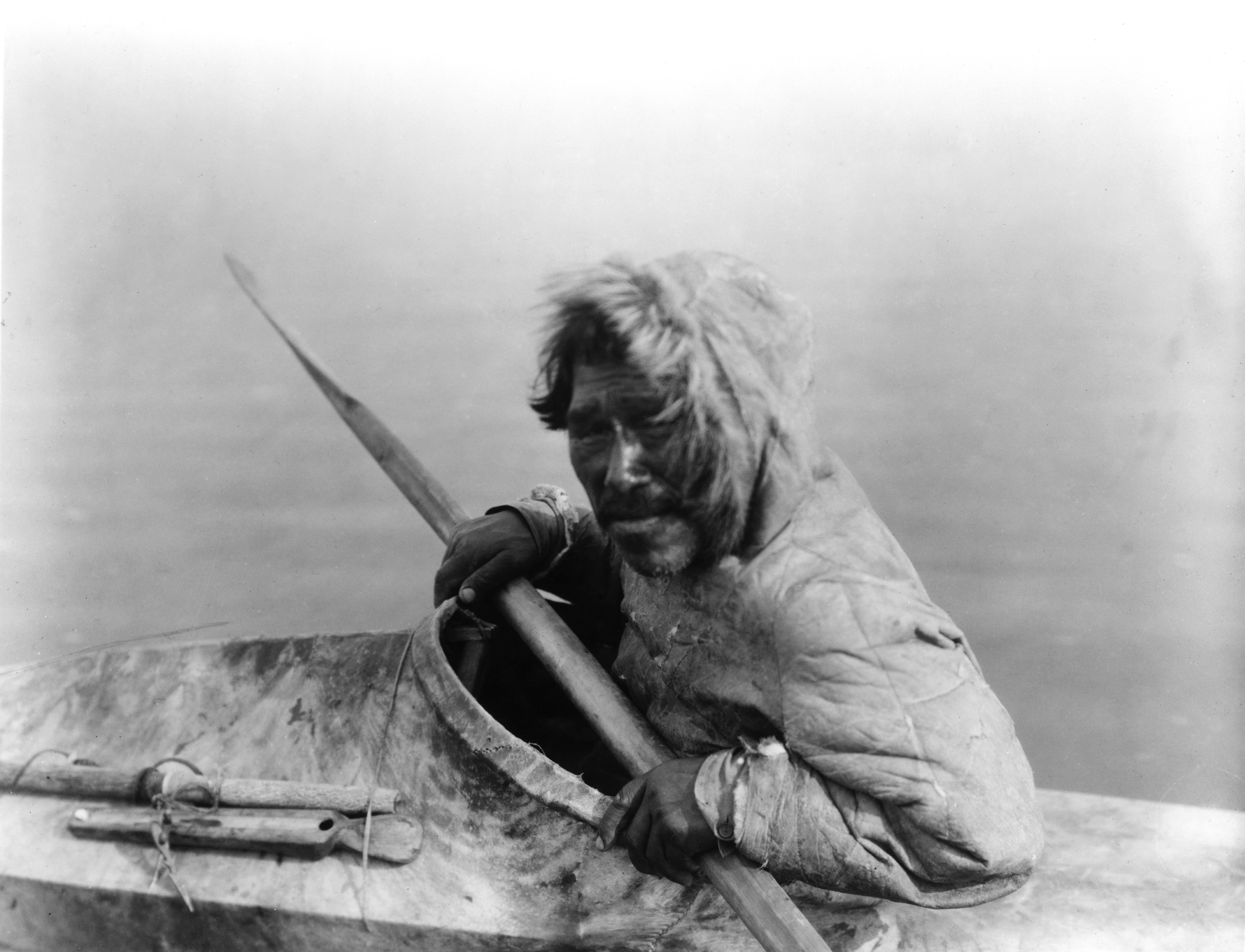
Inuit photographié vers 1899 lors de l'expédition Harriman.

Une équipe scientifique qui parcourait les montagnes voisines, séduite par ses capacités de guide et de photographe l'aida à obtenir un contrat qui lui permit de partir en Alaska comme photographe officiel de l'expédition Harriman.
Il commença ensuite l'étude des Autochtones, qui le fascinaient, par un été chez les Indiens des Plaines, accompagné d'un anthropologue. Sa passion ne le quitta pas jusqu'en 1930, date de parution du vingtième et dernier tome de sa monumentale encyclopédie.

## The North American Indian: une œuvre monumentale
De 1907 à 1930, eut lieu une véritable course contre la montre. Parmi les tribus qu'il visita : les Kwakiutl sur la côte pacifique, les Comanches, les Apaches et les Crees, dans leurs tipis caractéristiques, dans les Grandes Prairies et au pied des Rocheuses, les Hopis, les Pueblos et autres habitants du Sud-Ouest, les Gens-du-Sang, les Blackfeet et les Algonquins dans le Montana.

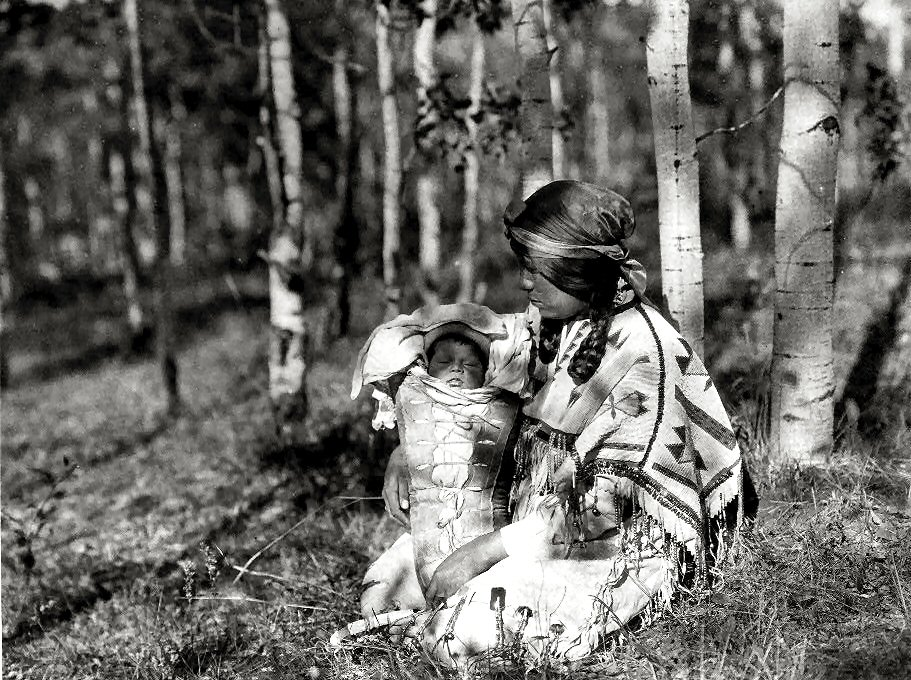
Mère et enfant Assiniboin, 1928

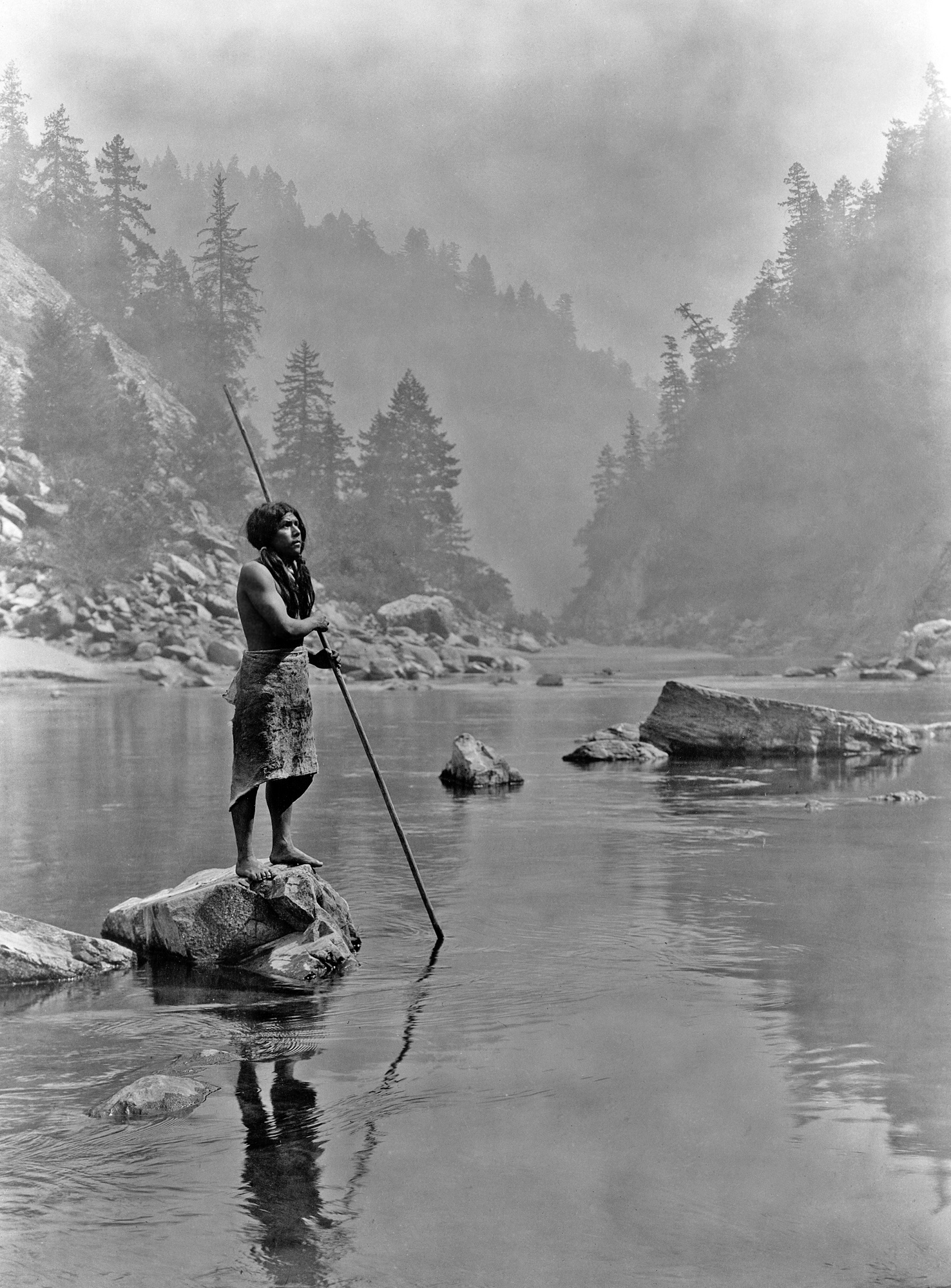
Un Hupa dans la brume

On estime que Curtis traversa les États-Unis environ 125 fois en rendant visite à quatre-vingts tribus et que quarante mille clichés furent pris les trente ans que dura son enquête. Il utilisa également un appareil à cylindre de cire enregistreur d'Edison qui lui permit d'étudier soixante-quinze langues et dialectes et d'enregistrer dix mille chants. Cependant, Curtis passa probablement au moins autant de temps à parcourir les salons de la côte est en quête de financement qu'à étudier les indiens dans leurs territoires. En effet, il pensait que tous ses problèmes financiers seraient résolus par John Pierpont Morgan, mais la réalisation de l'encyclopédie dura vingt ans de plus que prévu, et on estime l'investissement total que nécessitèrent la rédaction et la publication de l'œuvre à plus d’un million de dollars.
En fait, il ne s’intéressa guère à ceux qui présentaient des signes trop évidents d’acculturation ; il exigeait de ses modèles une certaine pureté des mœurs. Son projet était soutenu par le grand industriel, financier et philanthrope new-yorkais John Pierpont Morgan et par le président Theodore Roosevelt, pour qui il entendait enregistrer « tous les aspects de la vie dans toutes les tribus demeurées à un stade primitif » afin d'immortaliser ce qui pouvait être sauvé de ces cultures sur le point de disparaître, dans leur forme originelle.
Une partie de son travail fut publiée dans une somme en vingt volumes intitulée : « The North American Indian », comprenant 2 500 photographies, 4 000 pages de textes, alors qu'au total, Curtis réalisa près de 50 000 prises de vue. Dans ce travail d'une vie, Edward S. Curtis a mis au service de la science ses dons d'artiste, ce qui confère à son œuvre non seulement des qualités ethnologiques, mais aussi artistiques.
À travers son objectif, Curtis a saisi les visages, les attitudes, les rites, les scènes de la vie quotidienne et de l'intimité, mais aussi les paysages, le cadre de vie et l'habitat de quelque quatre-vingts tribus. Son œuvre est un élément majeur de l'histoire des natifs sur le sol des États-Unis, mais elle constitue aussi un évènement et une première dans l'histoire de la photographie.
Ce travail fut exposé au festival des Rencontres de la photographie d'Arles (France) en 1973 : 4e édition.

## Des problèmes de financement
Le but de Curtis était de réaliser une œuvre populaire qui permettrait de faire connaître dans le monde ces peuples indiens qui constituaient déjà à l'époque une attraction parquée dans des réserves. Cependant, devant le peu de proposition de financement de son œuvre, il dut accepter les conditions de John Pierpont Morgan, un magnat du chemin de fer, qui voulait « voir ces photos dans des livres – dans les plus beaux livres qui aient jamais été publiés ». En échange Curtis devait recevoir 15 000 $ par an pendant cinq ans, la durée estimée de réalisation de l'œuvre, et en fournir à terme vingt-cinq exemplaires à Morgan. La réalisation finale devait donc être faite du meilleur papier, reliée en cuir et dorée sur tranche, et les photos reproduites selon les techniques les plus perfectionnées. Au total furent vendus seulement 272 exemplaires de The North American Indian dont le titre final fut en fait : The North American Indian, being a series of volumes picturing and describing the Indians of the United States and Alaska, written, illustrated and published by Edward S. Curtis, edited by Frederic Webb Hodge, foreword by Theodore Roosevelt, field research conducted under the patronage of J. Pierpont Morgan, in twenty volumes.

## Un travail de photojournaliste

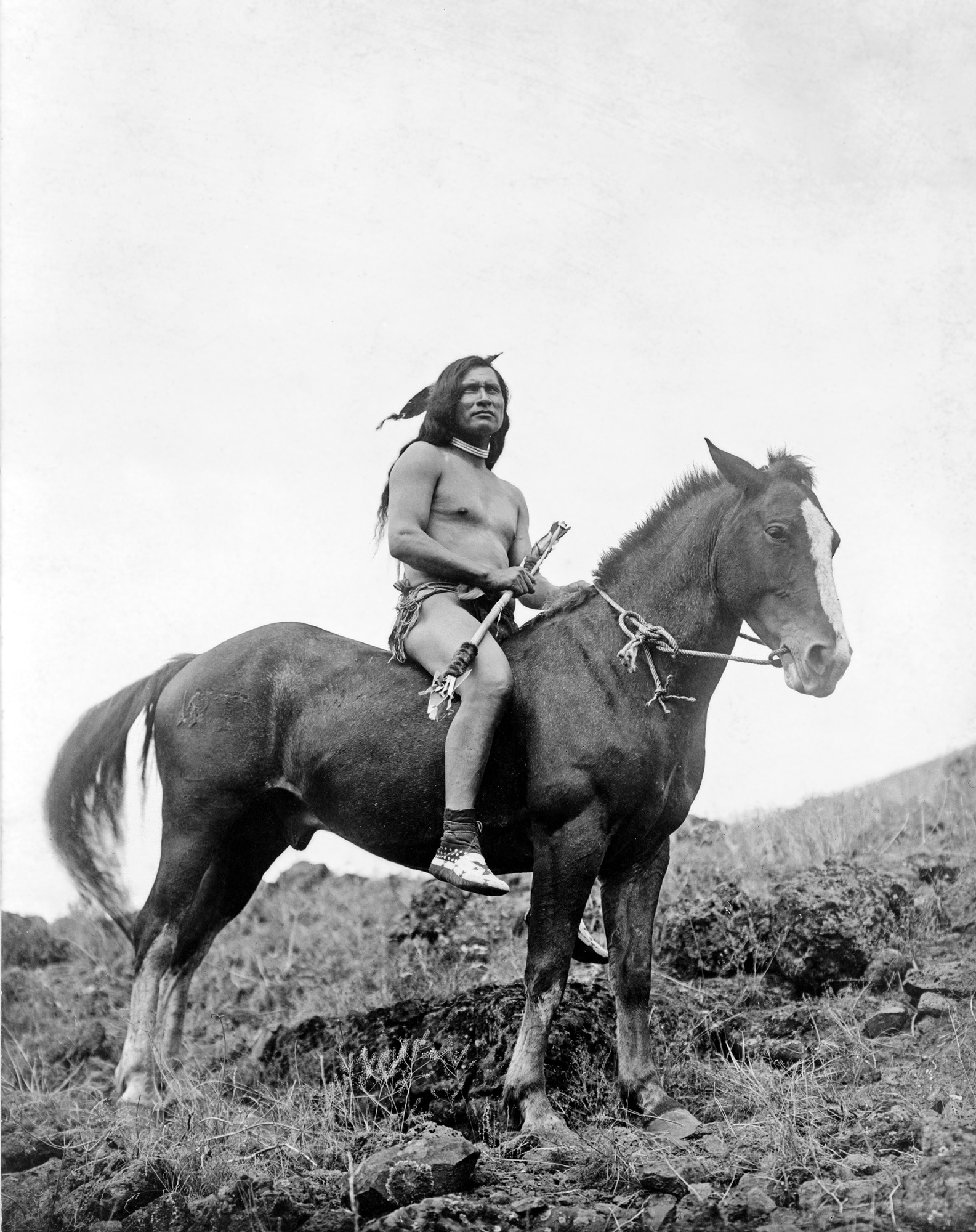
Guerrier nez-percé sur sa monture photographié par Edward S. Curtis.

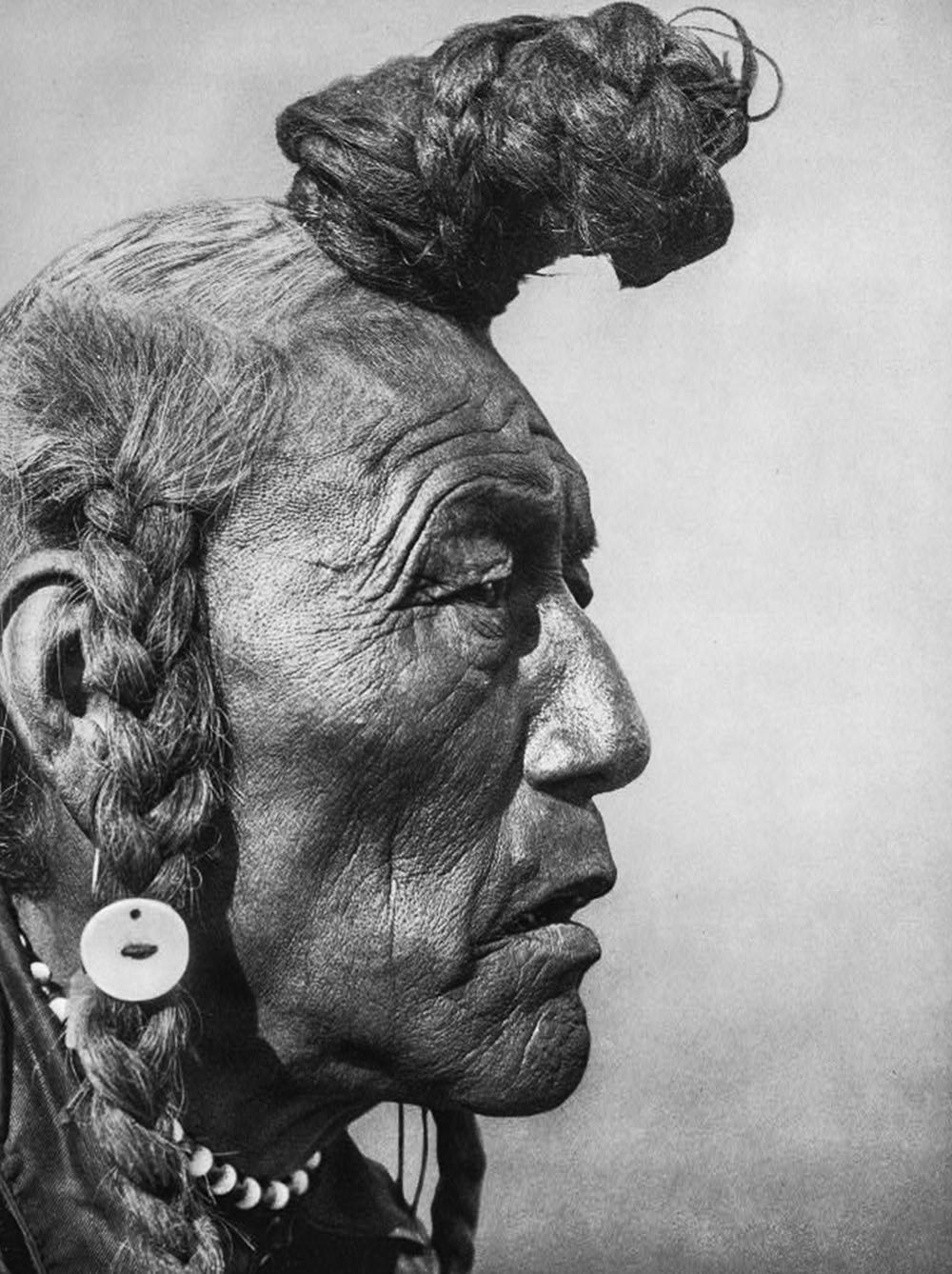
Bear Bull (Blackfoot)

On peut dire de Curtis qu'il est l'un des premiers photojournalistes. Cependant, son travail fut assez peu publié dans la presse – il écrivit quelques articles qui rencontrèrent un assez mauvais accueil du fait de son manque de compétences académiques : Curtis ne possédait pas réellement de diplôme et c'était surtout un homme de terrain. La raison pour laquelle on peut s'intéresser à lui aujourd'hui fut la rigueur et la minutie avec lesquelles il travailla toutes ces années : il travailla en s'investissant pleinement dans son projet tout en tâchant de nouer des liens avec les Autochtones rencontrés. Ceux-ci avaient conscience que le travail de Curtis permettrait de faire connaître au monde leurs traditions quand cette génération aurait disparu : ils comprenaient d'autant mieux l'importance du travail de Curtis que leurs cultures étaient essentiellement orales. Les Nations qui avaient été étudiées par Curtis informaient d'autres Nations que le photographe pourrait les aider à conserver une trace de leurs fragiles traditions et celles-ci l'accueillaient. Même si Curtis commit quelques impairs, dus à son ignorance de certaines traditions locales, il était en général bien considéré. Il fut même le premier blanc à filmer et à participer à la danse du Serpent des Hopis, qui se déroulait tous les deux ans pendant seize jours et qui consistait en une invocation théâtralisée de la pluie. Il était photojournaliste dans le sens où il photographia la vérité pour pouvoir ensuite la transmettre à ses compatriotes.
Un journaliste écrivit : « Il devint un Indien. Il vécut, il parla indien ; il fut une sorte de Grand Frère Blanc. Il passa les meilleures années de sa vie, comme les renégats d’autrefois, parmi les Indiens. Il découvrit d’anciennes coutumes tribales. Il ressuscita les fantastiques costumes d’antan... ».
Curtis avait pris conscience de l'importance de conserver une trace des traditions autochtones, tout comme le président Roosevelt, mais pour d'autres raisons. Theodore Roosevelt pensait que la disparition des Indiens se faisait pour le plus grand bien de la civilisation et que leur seul intérêt était leur valeur de document historique. Ceci n'était pas le point de vue de Curtis, même s'il essaya toujours de présenter les Autochtones comme des peuples « intouché » par la civilisation blanche ; il alla pour cela jusqu'à retoucher les photos où apparaissaient des objets non autochtones ou des touristes blancs. Ceci devint rapidement extrêmement difficile : les Autochtones furent durement frappés par diverses épidémies de varicelle et de tuberculose, par la guerre avec les blancs et la réduction progressive de leur territoire. Des agences organisaient des visites touristiques des réserves, dépossédant ainsi les Autochtones de leurs traditions. Les Hopi décidèrent à partir de 1911 de ne plus danser la Danse du Serpent devant des étrangers.
Edward S. Curtis est mort à Whittier (Los Angeles) en Californie le 19 octobre 1952.

## Œuvres

### Films
- In the Land of the War Canoes (titre original : In the Land of Head Hunters), docufiction de 47 minutes, 1914[8]
- Une nouvelle version complétée et restaurée a été distribuée en 2013 sous le titre In the Land of the Head Hunters: A Drama of Primitive Life on the Shores of the North Pacific. Distribuée en France par Capricci Films et projetée en avant-première au Centre national d'art et de culture Georges-Pompidou, le 9/10/2013, le film original d'Edward S. Curtis est, à présent, restitué dans sa quasi-totalité d'une durée de 67 minutes.

### Ouvrages
- Edward S. Curtis (photographies), Florence Curtis Grayhill, Victor Boesen (textes), L'Amérique indienne, éd. Albin Michel 1992, collection Terre indienne - 121 pages, 25 x 34 cm  (ISBN 2-2260-5838-9)
- Edward S. Curtis (photographies), T. C. McLuhan (textes), Pieds nus sur la terre sacrée, éd. Denoël 1976, et nouvelle édition en 1984 - 192 pages, 55 illustrations, 18 x 23,5 cm  (ISBN 2-2072-2002-8)
- (fr + en + de) Hans-Christian Adam, Edward S. Curtis, Taschen GmbH, 1999, 256 p. (ISBN 978-3-8228-7183-6)
- Edward S. Curtis (photographies), Christopher Cardozo, N. Scott Momaday, Joseph Horse Capture, Anne Makepeace (textes), L'Indien d'Amérique du Nord, éd. Marval 2001 -  192 pages, 26,5 × 34 cm  (ISBN 2-8623-4307-2)
- (en) Don Gulbrandsen, Edward S. Curtis : Visions of the First Americans, Chartwell Books, 2006, 256 p. (ISBN 978-0-7858-2114-4)
- Edward Sheriff Curtis, Les Indiens d'Amérique du Nord : Les Portfolios complets, Taschen, 2015, 768 p. (ISBN 978-3-8365-5055-0)

### Romans
- Jean-Louis Milesi, Au loin, quelques chevaux, deux plumes… (Biographie romancée), Paris, Presses de la Cité, 2023, 480 p. (ISBN 978-2-258-20432-4)